# Футуна (острови)
Футу́на (Горн) (фр. Futuna (Horne)) — Архіпелаг в південно-західній частині Тихого океану, який є частиною заморської громади Франції Волліс і Футуна. Найближчі острова - Волліс на північному сході (230 км) та Фіджі на південному заході 280 км. Населення островів - 4238 осіб (2008). Острови були відкриті європейцями в 1616 році, а з 1842 року належать Франції.

## Назва
Перші європейці, які побачили архіпелаг - Якоб Лемер і Віллем Схаутен, - назвали його Хорн на честь свого рідного міста. Прийнято вважати, що своє місцева назва острова отримали в честь дерева Футу, що росте на узбережжі острова Футуна . В XIX столітті острова на деяких картах позначалися під ім'ям Аллофату .

## Географія
Група Футуна (Горн) складається з двох островів: Футуна і Алофі. Вони розділені протокою шириною до 1,7 км. Острів Футуна іноді називають Східним Футуна, щоб не плутати його з Західним Футуна з групи островів Нові Гебриди, що належать Вануату.
Площа Футуна - 83 км², Алофі — 32 км².
Це високі вулканічні острови. Найвищі точки - гора Пуке (Puke) 524 м на Футуна і гора Колофау (Kolofau) 417 м на Алофі. Острови піддавалися недавньому підняттю і мають сильно пересічений рельєф. За винятком кількох маленьких прибережних рівнин, береги цих островів круті. Рельєф острова Футуна представлений рядом невисоких плато, поступово піднімаються до гори Пуке, якірозділені невеликими рівнинами. Крайні точки о. Футуна: північна - м. Фату; східна - м. Веле; південна - берег у аеродрому Веле; західна - берег біля села Толоке. На Алофі гора Колофау оточена плато висотою 150-200 м. Крайні точки о. Алофі: північна - берег Уауа Вавt; східна - м. Саума; південна - м. Афага; західна - м. Мафа'а. Острови Горн геологічно молоді, тому рифи розташовуються недалеко від берега (близько 50 м) і лагуну не утворюють. Острів Футуна володіє рифом-фартухом. З огляду на підняття рифа, він виявився неглибоко і періодично виявляється на поверхні води, що перешкоджає його зростанню
. На Алофі риф-фартух цілком острів не охоплює і біля села Алофітаї утворює невелику лагуну з максимальною глибиною 3 м.

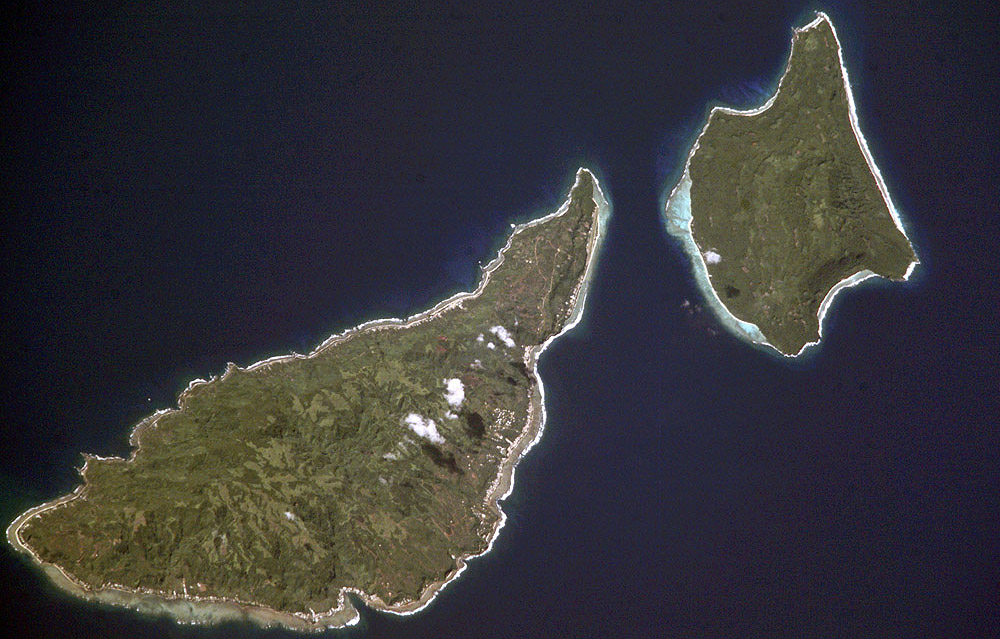
Острови Горн з космосу

Острови знаходяться недалеко від Фіджійської зони розлому (однієї з найбільш активних в тектонічному плані, що знаходиться між Австралійською і Тихоокеанською тектонічними плитами), і з огляду на існування розлому, що проходить через Футуна і Алофі (деякі дослідники виділяють тут тектонічну мікроплити Футуна), на цих островах регулярно відбуваються землетруси (останнє, інтенсивністю 6,5 по шкалою Ріхтера, відбулося 13 березня 1993).
Утворення островів Горн почалося в пліоцені (утворення трьох стародавніх вулканів). Вулканічна діяльність їх припинилася в плейстоцені. Після припинення вулканізму осторови зазнали значного підняття (до 500 м). Серед місцевих мешканців поширена своя легенда про виникнення острова:
- Одного разу Мауї-Алонг, бог, який працював тільки під заступництвом ночі, дізнався від свого слуги Те-Аїло-іто, що тут в глибинах океану багато зграй риб, а значить є група невеликих островів. У той же вечір бог виплив в море на своєму каное і закинув свої сіті. Він підняв один острів, і як тільки той, піднявся над поверхнею океану став стрибати на ньому, щоб зробити його плоским. Так він виловив і вирівняв кілька островів. Почало світати. Мауї закинув свої сіті в останній раз. Виловивши черговий острів він встиг на ньому пострибати тільки кілька разів. Тому острів Футуна вийшов такий нерівний. Цей міф схожий з іншими міфами про походження островів Океанії.

Землетруси ж на островах вони пояснювали так: Бог Мафу-іссе-Фулу або Мафу-іке-Фулу спить на великій глибині під островом. Коли він уві сні перевертається з боку на бік відбувається землетрус.
На Футуна близько 50 коротких річок, найбільші з яких - Ваїніфао, Гутуваї, Ваї Ласі та Леава. Узбережжя заболочено. Річки з квітня по жовтень пересихають, а потім раптово заповнюються водою під час сезону дощів. На Алофі постійних водотоків немає.

## Історія
Рання історія островів Горн традиційно ділиться на три періоди: Келі Улі, Келі Меа і Келі Ула. Знахідки кераміки культури лапіта пов'язують з першим періодом, коли поселення розташовувалися в основному на узбережжі островів. У період Келі Меа футунці почали будувати будинки всередині острова і укріплені поселення. У цей період був також населений і острів Алофі. Період Келі Ула пов'язаний з усною традицією. Футунці вже контактували з мешканцями островів Самоа і Тонга. Зберігся переказ і про прибуття китайського судна, команда якого залишила численних нащадків .
Європейці вперше побачили ці острови 28 квітня 1616 року. Недалеко від островів Футуна і Алофі на судні Eendracht пропливли голландські мореплавці Якоб Лемер  і Віллем Схаутен. Вони назвали острова Горн (нід. Hoorn), на честь міста звідки вони були родом. Наступного разу ці острови були відвідані тільки 11 травня 1768 року Луї Бугенвіль, однак ізоляція мешканців була порушена тільки через 50 років китобійними судами.
Першими європейцями, які оселилися тут починаючи з 8 листопада 1837 року, були французькі місіонери Товариства Марії (фр. Les Sœurs Missionnaires de la Société de Marie ). Вони звертали місцеве населення в католицизм. Перший місіонер острова Футуна П'єр Марія Шанель (фр. Pierre Marie Chanel) мученицьки загинув 28 квітня 1841 року  та був канонізований 12 червня 1954 року (оголошений Святим Покровителем Океанії). Мощі Святого Шанеля були повернуті на острів Футуна з Франції у 1976 році.

## Адміністративно-територіальний поділ та населення
В адміністративному плані територія ділиться на два територіальні округи: Сігаве і Ало, що збігається в межах з традиційними королівствами островів.
| Територіальний округ/село | Назва французькою мовою | Площа, км² | Населення, чол. (2008) | Адміністративний центр чол. (2008) |
| ------------------------- | ----------------------- | ---------- | ---------------------- | ---------------------------------- |
| Ало:                      | Alo                     | 85         | 2666                   | Мала’є (224)                       |
| Алофітаї                  | Alofitai                | -          | 1                      | -                                  |
| Колиіа                    | Kolia                   | -          | 397                    | -                                  |
| Мала’є                    | Mala’e                  | -          | 224                    | -                                  |
| Оно                       | Ono                     | -          | 667                    | -                                  |
| Пої                       | Poï                     | -          | 256                    | -                                  |
| Тамана                    | Tamana                  | -          | 184                    | -                                  |
| Таоа                      | Taoa                    | -          | 623                    | -                                  |
| Туатафа                   | Tuatafa                 | -          | 34                     | -                                  |
| Веле                      | Vele                    | -          | 280                    | -                                  |
| Сігаве:                   | Sigavé                  | 30         | 1591                   | Леава (376)                        |
| Фіуа                      | Fiua                    | -          | 322                    | -                                  |
| Леава                     | Leava                   | -          | 376                    | -                                  |
| Нуку                      | Nuku                    | -          | 267                    | -                                  |
| Таваї                     | Tavai                   | -          | 178                    | -                                  |
| Толоке                    | Toloke                  | -          | 252                    | -                                  |
| Ваїсеї                    | Vaisei                  | -          | 196                    | -                                  |

Згідно з переписом 2008 року на островах проживало 4257 осіб . Найбільшим населеним пунктом островів є Оно, де проживає  667 чоловік. Всього на островах є 15 населених пунктів. Велика частина населення представляє народ футуна (увеа). Основні мови - футуна та французька. Основна релігія - католицизм.